# Bremond (Texas)
Bremond es una ciudad ubicada en el condado de Robertson en el estado estadounidense de Texas. En el Censo de 2010 tenía una población de 929 habitantes y una densidad poblacional de 404,84 personas por km².

## Geografía
Bremond se encuentra ubicada en las coordenadas 31°9′57″N 96°40′34″O / 31.16583, -96.67611. Según la Oficina del Censo de los Estados Unidos, Bremond tiene una superficie total de 2.29 km², de la cual 2.29 km² corresponden a tierra firme y (0%) 0 km² es agua.

## Demografía
Según el censo de 2010, había 929 personas residiendo en Bremond. La densidad de población era de 404,84 hab./km². De los 929 habitantes, Bremond estaba compuesto por el 77.72% blancos, el 19.27% eran afroamericanos, el 0.32% eran amerindios, el 0.54% eran asiáticos, el 0% eran isleños del Pacífico, el 1.61% eran de otras razas y el 0.54% pertenecían a dos o más razas. Del total de la población el 5.49% eran hispanos o latinos de cualquier raza.